# Lynen-Zyklus
Der nach dem deutschen Biochemiker  Feodor Lynen (1911–1979) benannte Lynen-Zyklus (Syn. HMG-CoA-Zyklus) ist der für die Biosynthese von Ketonkörpern zuständige Stoffwechselweg. Er tritt bei Glucose- und Glycogenmangel auf. 

## Ablauf des Lynen-Zyklus
Dabei wird im ersten Schritt aus zwei Molekülen Acetyl-CoA ein Molekül Acetacetat gebildet. Gleichzeitig werden bei der Reaktion 2 Moleküle Coenzym A zurückgewonnen. Die β-Hydroxybutyrat-Dehydrogenase (NAD+-abhängig) reduziert als nächsten Schritt den größten Teil des entstandenen Acetoacetats zu β-Hydroxybutyrat. Der Lynen-Zyklus läuft ausschließlich in den Mitochondrien der Leber ab.

## Ketonkörper
- Acetacetat, 3-Hydroxybutyrat, Aceton